# Оржаново
Оржаново (алб. Orzhanovë) је насељено место у општини Булћиза у округу Дибер, Албанија. Према попису из 1989. године било је 409 становника. Орешња припада области Голо брдо.